# Historia de los judíos en Puerto Rico
La inmigración judía a Puerto Rico comenzó en el siglo XV con la llegada de los anusim (diversamente llamados conversos, criptojudíos, Judíos secretos y despectivamente marranos, que significa porcino) que acompañó a Cristóbal Colón en su segundo viaje. Una comunidad judía abierta no podía prosperar en Puerto Rico porque el judaísmo fue prohibido por la Inquisición española, sin embargo, muchos emigraron a partes montañosas de la isla, lejos del poder central de San Juan, y continuaron auto-identificándose como Judíos y practicando el Cripto judaísmo.
Pasarían cientos de años antes de que una comunidad judía se estableciera abiertamente en la isla. Son muy pocos los Judíos de América que se establecieron en Puerto Rico después de que la isla fue cedida por España a los Estados Unidos bajo los términos del Tratado de 1898 de París, que puso fin a la Guerra Española-Americana.
El primer gran grupo de Judíos que se estableció en Puerto Rico era de refugiados europeos que huían de la Europa ocupada por los alemanes entre los años 1930 y 1940. La segunda afluencia de Judíos a la isla se produjo en la década de 1950, cuando miles de Judíos de Cuba (la mayoría de ascendencia oriental Europea) huyeron después de que Fidel Castro llegó al poder, la mayoría emigró a Miami, Florida, pero una parte considerable eligió establecerse e integrarse a la isla vecina debido a las similitudes culturales, lingüísticas, raciales e históricas compartidas por ambas islas.
Los judíos de Puerto Rico han hecho muchas contribuciones en varios campos, incluyendo los negocios y el comercio, la educación y el entretenimiento. Puerto Rico tiene la comunidad judía más grande y más rica en el Caribe, con más de 3.000 judíos. También es la única isla del Caribe en la que están representadas las tres principales corrientes judías -ortodoxos, conservadores y reformistas.

## Primeros judíos en inmigrar a Puerto Rico
Según los historiadores, los primeros Judíos que llegaron a Puerto Rico eran conversos, Judíos que fueron forzados a convertirse al catolicismo y eran miembros de la tripulación del segundo viaje de Cristóbal Colón el 19 de noviembre de 1493 al llamado "Nuevo Mundo". Los historiadores creen que Luis de Torres, que hablaba hebreo, entre otros idiomas, y que acompañó a Colón como intérprete, fue el primer Judío "converso" que pisó Puerto Rico. Los Judíos que llegaron y se establecieron en Puerto Rico fueron llamados "Crypto-Judíos" o "Judíos secretos".
En 1478, los Reyes Católicos de España, Fernando II de Aragón e Isabel I de Castilla, estableció un tribunal eclesiástico conocido como la Inquisición española. Su intención era la de mantener la ortodoxia católica en sus reinos. Cientos de Judíos fueron asesinados, y sus sinagogas destruidas. Una de las consecuencias de estos disturbios fue la conversión forzada y en masa de Judíos.
Cuando los Crypto Judíos llegaron a la isla de Puerto Rico, esperaban evitar el escrutinio religioso, pero los Inquisidores siguieron a los colonos. La Inquisición se mantuvo sin rota o tribunal religioso en Puerto Rico. Sin embargo, los herejes fueron inscritos y si era necesario eran remitidos a los tribunales inquisitoriales regionales en España o en otro lugar en el hemisferio occidental. Como resultado, muchos Judíos secretos se establecieron en el remoto interior montañoso de la isla lejos de los centros concentrados de energía en San Juan y vivían una vida tranquila. Practicaban Crypto-Judaísmo lo que significaba que en secreto practicaban el judaísmo mientras profesan públicamente ser católicos. Sin embargo, ya que a Judíos no se les permitía el culto, los Crypto Judíos finalmente se casaron con católicos y, por tanto, Puerto Rico prácticamente no tenía antecedentes judíos de los que hablar.

## sigloXIX

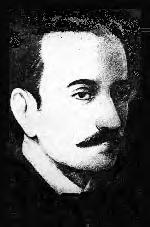
Mathias Brugman

En el siglo XIX, la Corona española había perdido la mayor parte de sus posesiones en América. Dos de sus posesiones restantes eran Puerto Rico y Cuba, los cuales exigían mayor autonomía y tenía movimientos independentistas. La Corona española dictó la Real Cédula de Gracias, que se originó el 10 de agosto de 1815, con la intención de atraer a los colonos europeos que no eran de origen español a las islas.
El gobierno español, en la creencia de que los movimientos independentistas perderían su popularidad, concedió tierra y en un principio dio a los colonos "Cartas de Domicilio". Sin embargo, los europeos que eran de la fe judía y protestante fueron excluidos de la adquisición directa de tierras del Estado, ya que se esperaba de los colonos que juraran lealtad a la Corona española y a la Iglesia católica. La apertura de nuevas tierras a los católicos dieron lugar a algunas ventas de tierras cultivadas existentes a otros. Esto, sin embargo, no impidió que las personas de ascendencia judía se establecieran en Puerto Rico. Entre los Judíos puertorriqueños que vivían en Puerto Rico en el siglo XIX fue Mathias Brugman.
Mathias Brugman (1811-1868) era el hijo de Pierre Brugman de Curazao de ascendencia judía-holandesa e Isabel Duliebre de Puerto Rico. Sus padres se conocieron y se casaron en Nueva Orleans, Luisiana, donde Brugman nació, creció y se educó. La familia Brugman se mudó a Puerto Rico y se estableció en la ciudad de Mayagüez, donde Brugman conoció y se casó con Ana María Laborde. Abrió un colmado (tienda de comestibles) y tuvo bastante éxito, sólo para perder una buena parte de su fortuna tratando de cultivar café. Al igual que muchos otros residentes de Puerto Rico en el momento, él se resentía por las injusticias políticas practicadas por España en la isla. Esto lo llevó a convertirse en un creyente de la causa del movimiento de independencia de Puerto Rico.
Brugman admiraba a los defensores de la independencia Ramón Emeterio Betances y Segundo Ruiz Belvis. Junto con su hijo, Héctor, se unió a ellos en una conspiración para la rebelión contra España y formó un comité revolucionario llamado: "Capa Prieto" (un árbol conocido como olmo español, Ecuador Laurel, Cypre o salmwood y utilizado por su madera para construir barcos, entre otras cosas). El 23 de septiembre de 1868, Brugman y su hijo participaron en la revuelta de corta duración contra el dominio español conocido como El "Grito de Lares". Brugman y su hijo se negaron a entregarse a las autoridades españolas y, finalmente, fueron ejecutados.
Después de la fallida revolución, las Cortes españolas aprobaron el "Acta de Culto Condicionado" en 1870. La ley fue un intento de atraer a más colonos que serían fieles a la Corona española por la concesión del derecho de la libertad religiosa para todos aquellos que deseaban profesar una religión diferente a la católica. A pesar de ello, la primera sinagoga no fue establecida hasta después de que Puerto Rico fuera cedido por España a los Estados Unidos a finales de la Guerra Española-Americana en 1898. A finales del siglo XIX durante la guerra muchos militares estadounidenses judíos se reunieron con Judíos puertorriqueños locales en el edificio antiguo del telégrafo en Ponce para celebrar servicios religiosos.

## sigloXX

### 1930
Soldados judío-estadounidenses fueron asignados a las bases militares de Puerto Rico y muchos optaron por quedarse a vivir en la isla. Un gran número de inmigrantes judíos comenzaron a llegar a Puerto Rico en la década de 1930 como refugiados de la ocupación nazis en Europa. La mayoría se instaló en la capital de la isla, San Juan, donde en 1942 se estableció el primer centro de la comunidad judía de Puerto Rico.

### 1940
El Presidente del Senado de Puerto Rico, Luis Muñoz Marín, junto con el gobernador Rexford Tugwell, el último Gobernador no puertorriqueño de Puerto Rico nombrado por un presidente estadounidense, ayudó al avance de la legislación orientada a la reforma agraria, la recuperación económica y la industrialización. Este programa fue conocido como Operación Manos a la Obra. Como resultado del programa, muchos Judíos emigraron a la ciudad de Ponce, que se encuentra en la región sur de la isla y trabajaron en la industria agrícola. Operación Manos a la Obra también atrajo fábricas textiles de Nueva York y muchas de las personas de esta industria que llegaron a la isla eran Judíos.
En 1942, el presidente Franklin D. Roosevelt designó a Aarón Cecil Snyder (1907-1959), nacido en Baltimore, Maryland como Juez Asociado del Tribunal Supremo de Puerto Rico. Snyder se convirtió en el primer Judío y el último no puertorriqueño nombrado para ese tribunal. En 1953, el gobernador Luis Muñoz Marín lo nombró Juez Presidente del Tribunal Supremo de Puerto Rico, la primera designación que un gobernador puertorriqueño hizo en la corte, dirigiendo la nominación a "A. Cecilio Snyder". Snyder en realidad usó el nombre "Cecilio", cuando juró como presidente del Tribunal Supremo. Después de su salida de la corte, Snyder ejerció la abogacía en San Juan hasta su muerte en 1959.

### 1950-1960
En 1952, Puerto Rico logró ser un Estado Libre Asociado a Estados Unidos y se convirtió oficialmente en el Estado Libre Asociado de Puerto Rico. Ese mismo año un puñado de Judíos estadounidenses estableció la primera sinagoga de la isla en la antigua residencia de William Korber, un rico puertorriqueño de ascendencia alemana, que fue diseñada y construida por el arquitecto checo Antonin Nechodoma.  La sinagoga, llamada Sha'are Zedeck, contrató a su primer rabino en 1954.
Tras el éxito de la Revolución Cubana, liderada por Fidel Castro en 1959, casi la totalidad de los 15.000 Judíos de Cuba se fue al exilio. La mayoría de ellos huyó a Miami, Florida. Sin embargo, Puerto Rico también recibió una gran afluencia de emigrantes judíos de Cuba
Abe Fortas, un juez asociado de la Corte Suprema de los Estados Unidos, hijo de Judíos ortodoxos, era amigo de Luis Muñoz Marín y frecuentó Puerto Rico a menudo durante las presidencias de Roosevelt, Kennedy, y Lyndon B. Johnson. Participó en la redacción de la Constitución de Puerto Rico y les entregó a Luis Muñoz Marín y a sus administradores asesoramiento jurídico cuando se lo solicitaban Según la biógrafa de Abe Fortas, Laura Kalman, "Puerto Rico apasiono a Fortas. Se convirtió en la causa a la que estaba incondicionalmente comprometido ".

## Establecimiento de la comunidad judía

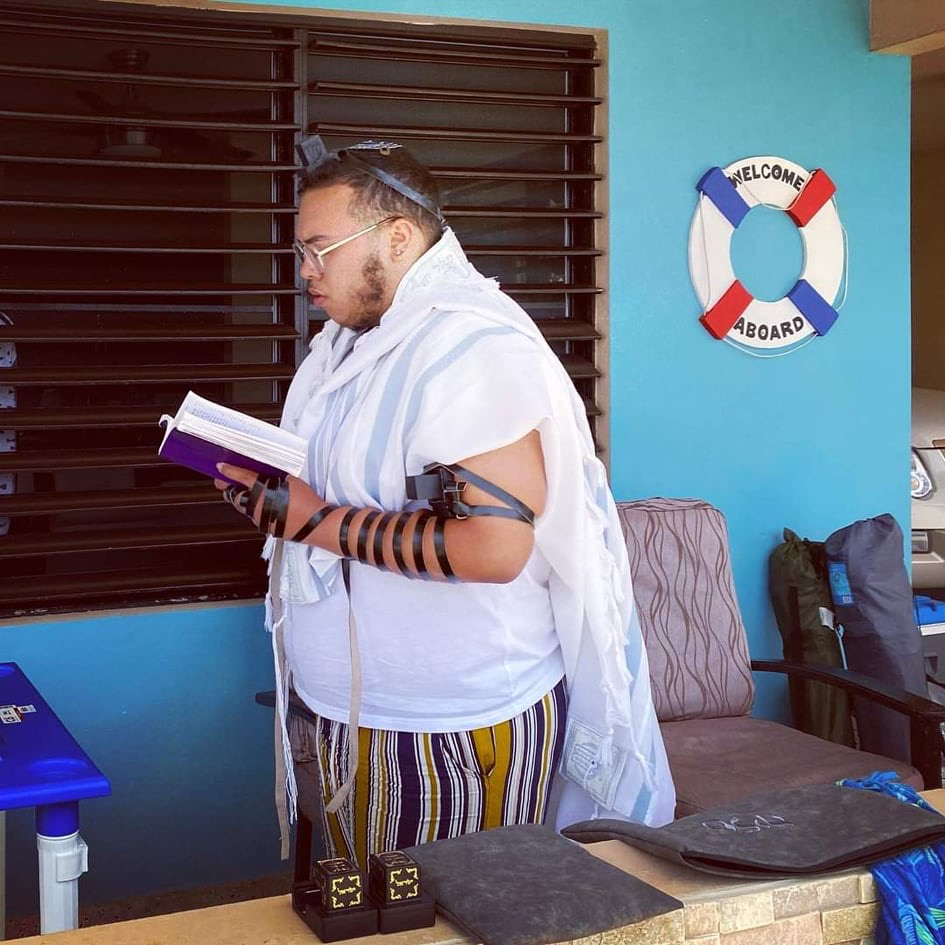
Judío puertorriqueño reza con tefilín en brazo y cabeza

En Puerto Rico vive la mayor y la más rica comunidad judía del Caribe, con casi 3.000 habitantes. Algunos puertorriqueños se han convertido al judaísmo, no sólo individuos sino también familias enteras. Puerto Rico es la única isla del Caribe en la que están representadas la corriente conservadora, la reformista y la ortodoxa. La sinagoga Sha'are Zedeck, fundada en 1953, representa al judaísmo conservador; el templo Beth Shalom, fundado en 1967, representa al judaísmo reformista; y el Centro Jabad, fundado en 1997, representa el judaísmo ortodoxo.
La congregación reformista emplea los idiomas inglés y hebreo en sus enseñanzas, mientras la congregación conservadora utiliza el inglés, el hebreo y el español. El 30 de noviembre de 2005, la comunidad judía de Puerto Rico estableció su primera sinagoga fuera del área metropolitana de San Juan. La sinagoga, que se encuentra en la ciudad de Mayagüez, en la costa occidental de la isla, se llama centro jasídico puertorriqueño Toiras Jesed. El Sha'are Zedeck, que ha sido designado por el gobierno de Puerto Rico como un Monumento Histórico Nacional, y las congregaciones reformistas se encuentran en San Juan, y el Centro de Jabad se encuentra en Isla Verde, en la ciudad de Carolina. En la década de 1950, el músico puertorriqueño Augusto Rodríguez, fundador del Coro de la Universidad de Puerto Rico, fundó el Coro Festival hebreo de la Comunidad Judía de San Juan.

## Influencia judía en los puertorriqueños y en la cultura popular
El municipio de Yauco tiene una calle con la palabra "judío" en ella. Es la "Calle Cuesta de los Judíos"
Los judíos de Puerto Rico han hecho muchas contribuciones a la manera de vivir puertorriqueña. Sus contribuciones se pueden encontrar, pero no se limitan a, los campos de la educación, el comercio y el entretenimiento. Entre las muchas empresas de éxito que se han establecido están los Supermercados Pueblo, fundados por George y Harold Toppel; los Almacenes Kress, una tienda de ropa fundada por Jorge Artime; Doral Bank, Pitusa y Me Salve, fundadas por Israel Kopel.
También han tenido un considerable impacto en la industria de la música de Puerto Rico. En 1970, Raphy Leavitt organizó una banda con un sonido original, que se convirtió en una de las mayores orquestas de salsa de Puerto Rico, "La Selecta". Leavitt seleccionó el repertorio de la banda, canciones con un mensaje concreto y positivo, tanto en lo social como en lo filosófico, y arregló el sonido de su nueva banda para hacerlo tan crudo y poderoso como el sonido de la típica salsa en boga en la época. Este género se hizo popular con Willie Colón, pero fue La Selecta la que añadió trompetas para aligerar el sonido melódicamente. Brenda K. Starr es una cantante de salsa que, en 2002, ganó dos Premios Grammy Latinos, uno por "Mejor Álbum de Salsa ", para "Tentación" y el otro en la categoría "Mejor single Salsa" para "Por ese hombre". En 2006, los Premios Billboard de la Música Latina nominaron para un premio de "Mejor Salsa Individual" su "Tú eres".
La literatura puertorriqueña también se ha enriquecido con las obras de Quiara Alegría Hudes, quien escribió el libreto del musical de Broadway In the Heights. Su obra, Elliot, fuga de un soldado, fue finalista del Premio Pulitzer en 2007.Otro autor destacado es el etíope Yosef Alfredo Antonio Ben-Jochannan, que escribe obras de ficción basadas en la historia. Sus dos trabajos más conocidos son Hombre Negro del Nilo y Su familia y África: Madre de las principales religiones occidentalesIgualmente notables son la escritora y poeta Aurora Levins Morales, autora de Remedios: Historias de Tierra y hierro en la Historia de Puertorriqueñas;Micol Ostow, autora de Emily Goldberg aprende salsa; y Stephen Earley Jordan II, con su cuento corto El Judío de Condado (2014). En julio de 2003, los miembros y amigos del Templo Beth Shalom publicaron What's Cooking / Qué se cocina en Puerto Rico, un libro de cocina bilingüe, en español e inglés, que incluye recetas y fiestas judías. La historiadora puertorriqueña Teresita A. Levy publicó Historia del cultivo de tabaco en Puerto Rico, 1898-1940, que estudia el cultivo de tabaco en las regiones oriental y occidental de Puerto Rico entre esas fechas.
Algunos personajes americanos con raíces judías y puertorriqueñas son Geraldo Rivera, Freddie Prinze, Jr., David Blaine, Bruno Mars, Benjamin Agosto, Hila Levy, Ian Gómez, Leslie Kritzer, Julio Kaplan, Joaquin Phoenix y Jenna Wolfe.
La serie estadounidense de televisión Welcome Back, Kotter, que originalmente se transmitió por la cadena ABC desde el 9 de septiembre de 1975 hasta el 8 de junio de 1979, tenía un personaje llamado Juan Epstein, interpretado por Robert Hegyes. En el guion Epstein estaba muy orgulloso de ser un puertorriqueño judío. En la película de 2008 Nothing Like the Holidays, el actor John Leguizamo interpretó el papel de Mauricio Rodríguez, un puertorriqueño cuya esposa Sarah (papel interpretado por la actriz Debra Messing) profesaba la fe judía. En una escena de la película, la familia discute el hecho de que hay muchos puertorriqueños judíos y que en San Juan hay una gran comunidad judía.

## Resolución 1480
El 31 de octubre de 2005, el Senado de Puerto Rico aprobó la Resolución 1480, que reconoce las contribuciones que la comunidad judía ha hecho a la forma de vida de Puerto Rico y la amistad que existe entre los pueblos de Puerto Rico y de Israel.